# Fuggerhuis (Augsburg)

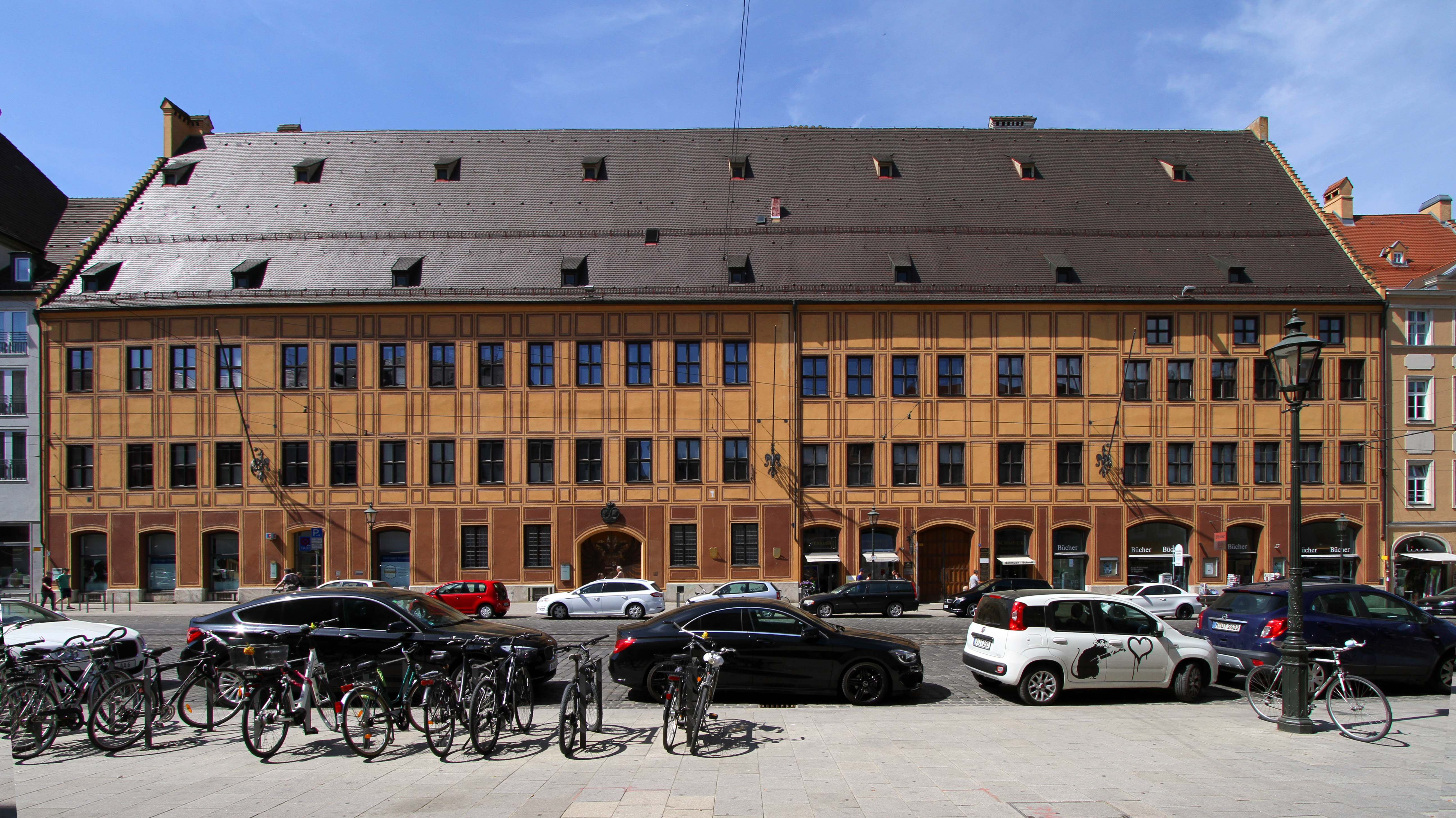
Fuggerhuis in Augsburg

Het Fuggerhuis of Fuggerpaleis (Duits: Fuggerhäuser) is een huizen- of stadspaleiscomplex met meerdere binnenplaatsen in Augsburg. Het is het stamhuis van het bankier- en koopmansgeslacht Fugger. Het gebouwencomplex werd gebouwd tussen 1512 en 1515 en is het eerste Renaissancebouwwerk van de Noordelijke renaissance en daarmee van de Duitse renaissance, dat niet gebouwd werd door Italiaanse architecten. Iets wat daarvoor vaak in Polen-Litouwen of het Koninkrijk Hongarije gebeurde. Het is dus niet letterlijk het eerste Renaissancebouwwerk benoorden de Alpen. Deze familie had meerdere woonhuizen/handelshuizen verspreid door Europa, zoals het Fuggerhuis (Warschau). De Fuggers zijn enigszins vergelijkbaar met de Medici uit Florence. De uitvoerend architect van het Fuggerhuiscomplex was waarschijnlijk Hans Hieber.

## De gebouwen
De buitenfącade van het Stadspaleis laat de rijkdom van de Fuggers zien; men betaalde in de 16e eeuw namelijk voor de breedte van de voorgevel. Aan de Maximilianstrasse staat dit stadspaleis. Men kwam op de binnenplaats, genaamd de Reiterhof, door de Adlertor, een hoge en brede poort waardoor ook grotere paardenkoetsen konden rijden. De binnenplaats had ook stallen voor de paarden.De deuren in de Adlertor laten zien dat het ook de keizerlijke vertrekken (Palts (verblijfplaats)) waren van Keizer Karel V in Augsburg. Hij had eigen vertrekken achter de witte erker aan de noordkant van het Reiterhof.
Boven de deuren van de Adlertor hangt een wapenbord van de Fuggers. Op de achterfącade van het stadspaleis aan het Zeugplatz hangt ook een wapenbord van deze familie. Gedenkplaten op de voorgevel van het achterliggende huis herinneren eraan dat het Fugger-bedrijfsimperium hier zijn hoofdkwartier had. In het achterliggende huis (achter het Reiterhof) vonden ook de zaken en transacties plaats. Vanuit dit gedeelte van het complex is ook de aangrenzende binnenplaats met beschilderde arcaden en Toscaanse zuilen het Damenhof te vinden. Deze binnenplaats, ontworpen als familietuin voor de vrouwelijke leden van de Fuggers, staat weer in verbinding met het Zofenhof en het Serenadenhof. In het gedeelte aan de Zeugplatz was waarschijnlijk het Fugger-concertgebouw gevestigd waar Mozart in 1777 een legendarisch concert gaf.

## Geschiedenis
Tussen 1512 tot 1515 heeft Jakob Fugger de Rijke aan de toenmalige handelsroute Via Claudia een stadspaleis met pakhuis laten bouwen. Dit complex ligt naast de toenmalige wijnmarkt. Hij ontwierp het complex zelf volgens plannen die hij getekend had tijdens zijn reis naar Italië. Hans Hieber was waarschijnlijk de uitvoerend architect. De aangrenzende huizen werden aangekocht vanaf 1517 en in het complex geïntegreerd. Jacob Fugger liet vier binnenplaatsen bouwen met arcades, mozaïeken, Toscaans marmer en een waterbassin, dat tegenwoordig een privézwembad zou worden genoemd. Deze binnenplaatsen waren het Reiterhof, het Damenhof, het Zofenhof en het Serenadenhof. Anton Fugger liet een palts bouwen voor de Keizers van het Heilige Roomse Rijk, die diende als herberg voor de Keizers in de Rijksstad Augsburg. In 1518 was de binnenplaats het Damenhof toneel van een verhoring van een Godsdienstgesprek met  Reformator Maarten Luther door kardinaal Cajetan. Luther weigerde echter zijn 95 stellingen, die hij had opgehangen aan de deuren van de Allerheiligenkerk (beter bekend als de Slotkerk) in het Saksische Wittenberg te herroepen.
De voorkant van het Fuggerhuis was verfraaid met een fresco van Hans Burgkmair. Dit fresco werd opnieuw gerestaureerd tussen 1861 tot 1863 en uitgebreid, in opdracht van Vorst Leopold Fugger-Babenhausen, door de schilder Ferdinand Wagner. De uitbreiding bestond uit vijf grote fresco's uit de geschiedenis van Augsburg. Omdat deze fresco's snel vervaagden werden ze opgeknapt tijdens de Eerste Wereldoorlog.. Het Fuggermuseum in Augsburg was tot 1944 ondergebracht in de Badhuizen van het complex.
Het interieur en een belangrijke muziekcollectie gingen tijdens het Bombardement op Augsburg op de nacht van 25 op 26 februari 1944 verloren. Het complex werd herbouwd tussen 1949 en 1951 door architect Raimund von Doblhoff  in opdracht van Vorst Carl Fugger-Babenhausen. Het complex werd in oude luister hersteld, alleen de fącade aan de voorzijde kreeg nu een eenvoudige cassetteschildering. De frescoschilderingen kwamen niet meer terug. Het complex is momenteel nog steeds eigendom van de  familie Fugger-Babenhausen en alleen de drie binnenplaatsen Damenhof, Zofenhof en Serenadenhof zijn toegankelijk. Verder is de driebeukige zaal op de begane grond ten noorden van de Adlertor als boekenwinkel toegankelijk. De Adlertor is tegenwoordig de hoofdingang van de Fürst Fugger Privatbank.

## Afbeeldingen

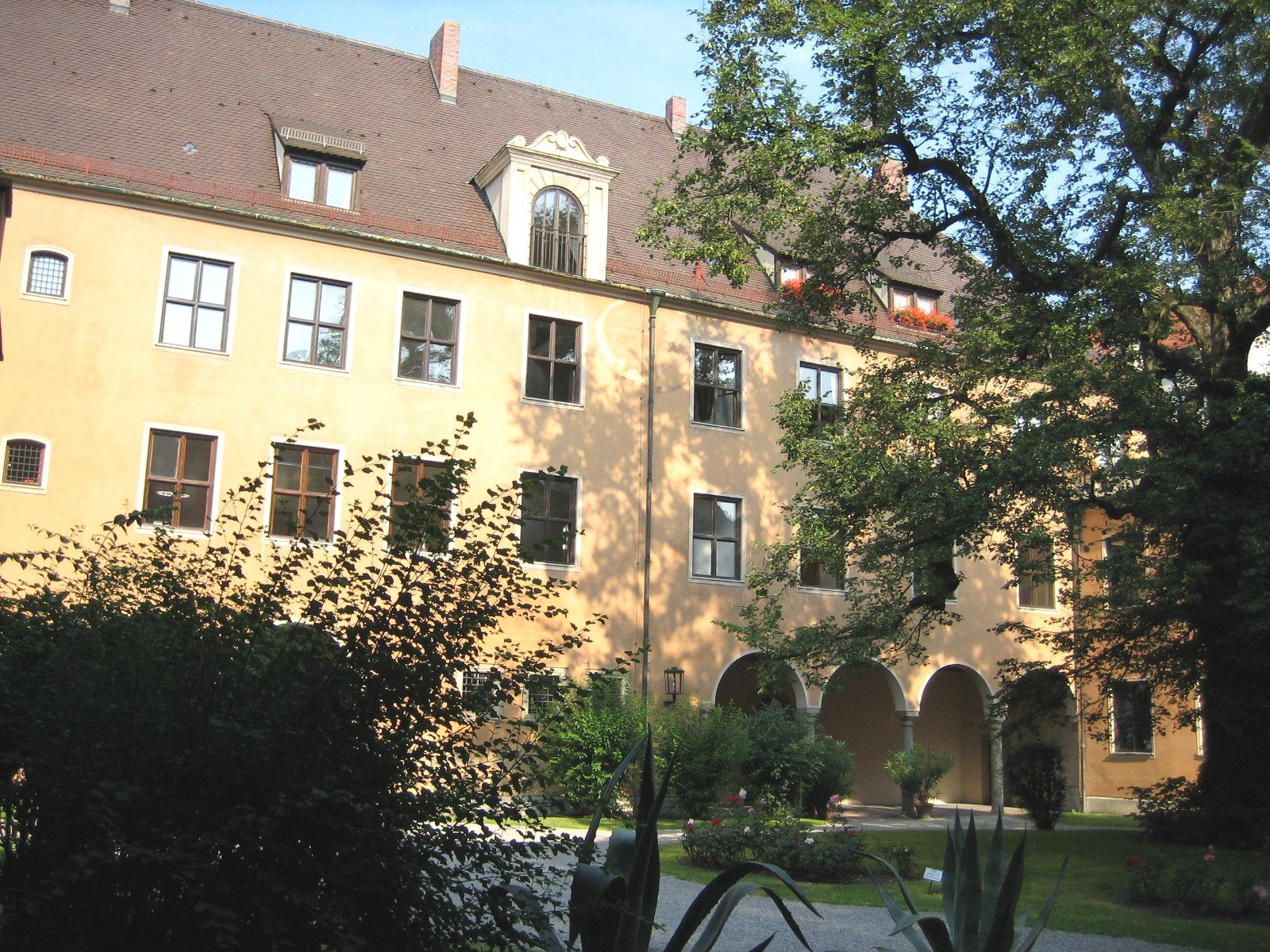
Reiterhof
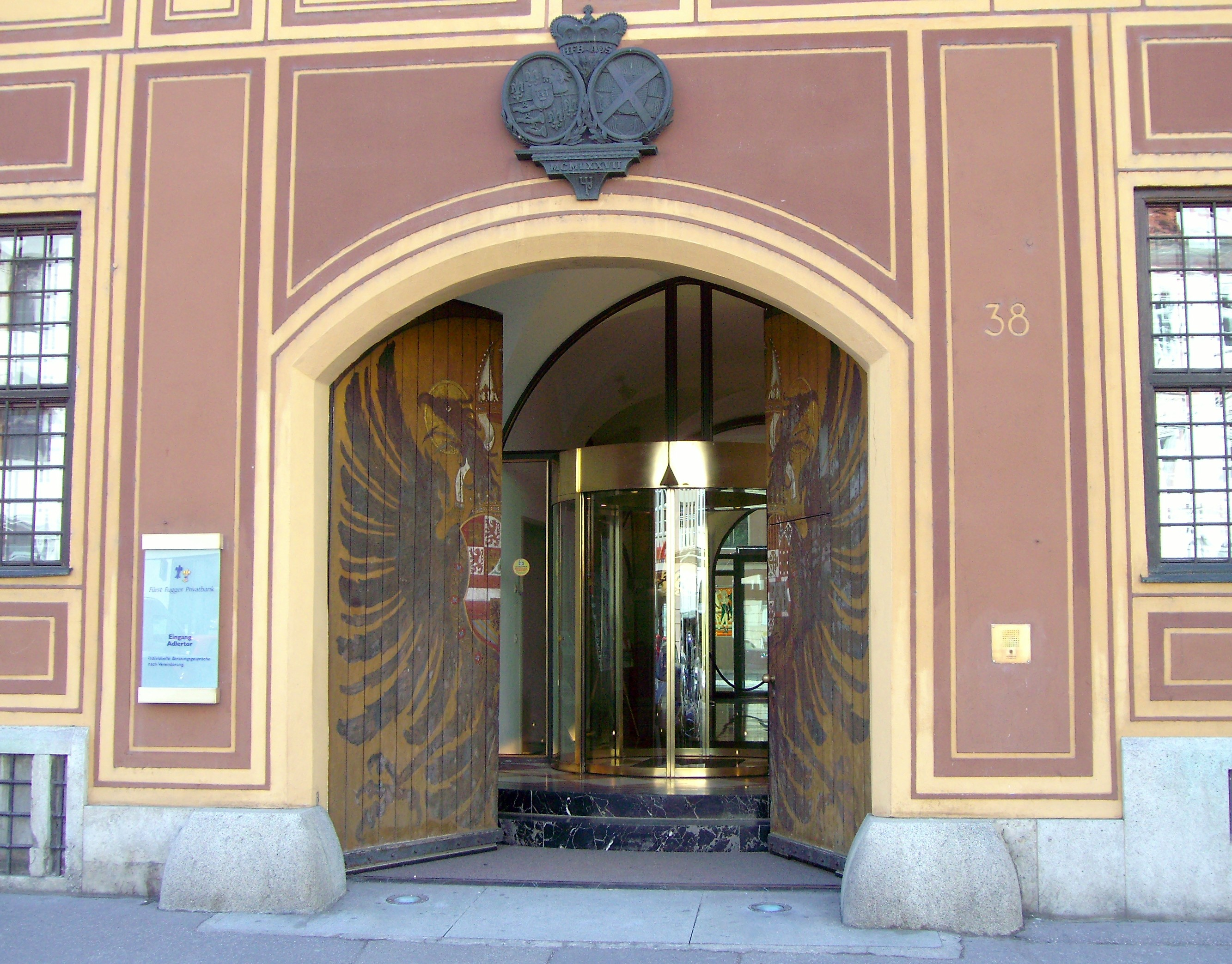
De Adlertor, tegenwoordig de ingang van de Fürst Fugger Privatbank
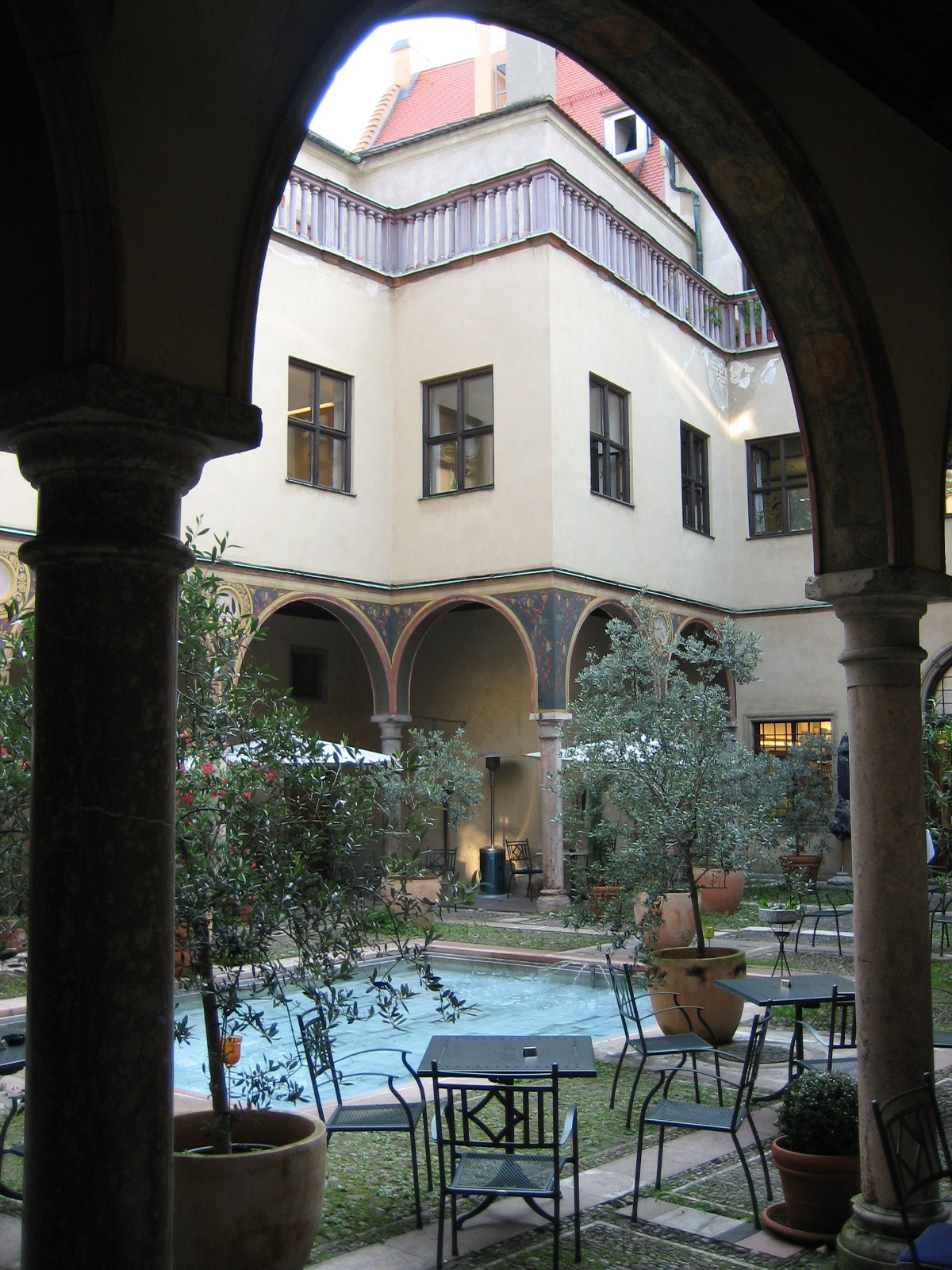
Doorkijk naar de binnenplaats van het Damenhof
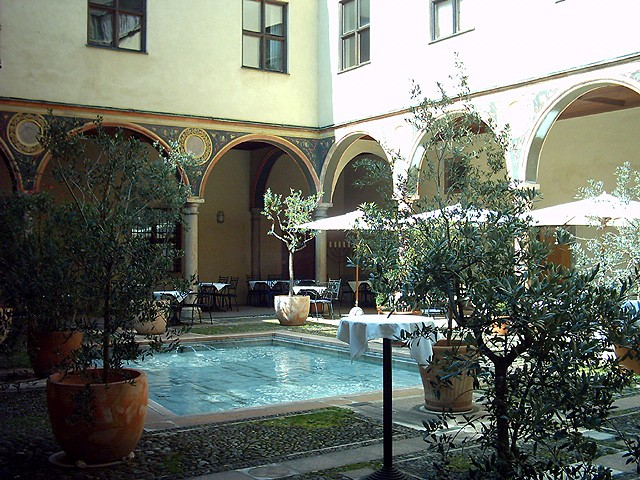
Damenhof